# رأس الميدوزا
رأس الميدوزا أو رأس المدوسة (بالإنجليزية: Caput medusae)‏ أو توسع الأوردة حول السرة وتعرف أيضا بعلامة شجرة النخيل، هو مظهر الأوردة فوق المعدية السطحية المتمددة والمحتقنة بالدم، والتي ترى متشعبة من السرة على طول البطن. التسمية Caput medusae جاءت من (اللغة اللاتينية بمعنى "رأس الميدوزا") والتي نشأت من التشابه الظاهر مع رأس ميدوسا التي تمتلك أفاعٍ سامة مكان شعر رأسها.